# اشتهاء المعاقين

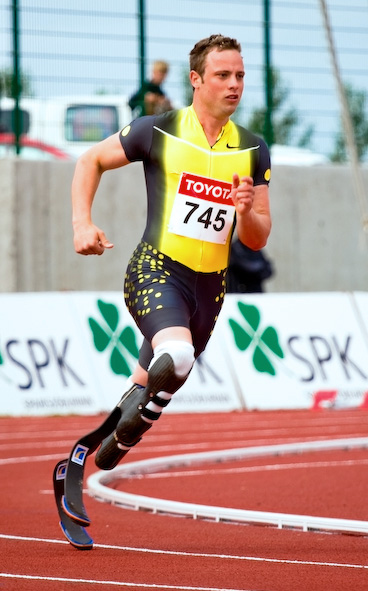

اشتهاء المعاقين أو الأباسيوفيليا (بالإنجليزية: Abasiophilia)‏، هو انجذاب نفسي جنسي للأشخاص الذين يعانون من إعاقة ذهنية أو حركية، وخاصة أولئك الذين يستخدمون الأجهزة التعويضية مثل حمّالات الساق وجبائر العظام والكراسي المتحركة.
Abasiophilia هو مصطلح استخدمه لأول مرة جون موني من جامعة جونز هوبكنز في عام 1990 لوصف الانجذاب النفسي الجنسي للأشخاص الذين يعانون من ضعف الحركة ، وخاصة أولئك الذين يستخدمون أجهزة تقويم العظام مثل دعامات الساق أو قوالب العظام أو الكراسي المتحركة. يعتبر شكلا من أشكال صنم الإعاقة الذي يبدأ عادة في مرحلة الطفولة المبكرة. قد ينجذب بعض الأشخاص المصابين ب abasiophilia أيضا إلى الأشخاص غير القادرين مؤقتا على المشي بسبب الإصابة أو التسمم أو التمثيل.

## اقرأ أيضا
- شذوذ جنسي
- إعاقة